# Франческо Берні
Франчéско Бéрні (італ. Francesco Berni; між 1497 та 1498 — 26 травня 1535) — італійський поет XVI століття. Один з найбільш значних представників антикласицизму. Засновник напрямку італійської поезії, яке стане називатися бернеско (poesia bernesca).

## Життєпис
Франческо Берні народився в знатній флорентійської сім'ї нотаріуса у Лампореккьо, біля Пістої. Юність провів у Флоренції, де і здобув освіту, ввібравши в себе її культуру, яка буде відчуватися у всій його творчості. В 1517 переїхав до Риму і почав придворну кар'єру у Ватикані, спочатку на службі у свого дальнього родича кардинала Бернардо Довіці Біббієна, а потім його племінника Анджело Довіці. Після того, як в декількох своїх творах Берні висміяв новообраного папу Адріана VI (1522) (а також, можливо, через гомосексуальні зв'язки), поету довелося покинути Рим. Повернувся до Вічного міста при Клименті VII (1523) і був прийнятий на службу до кардинала Джовані Матео Джиберті. Після пограбування Рима жив переважно у Венеції; в 1530 був присутній під час коронації Карла V в Болоньї. З 1532 був на службі в Іпполіто Медічі. Він помер в 1535 році, прожив всього лише 38 років, після тижневої агонії, в будинку Річчарди Маласпіни, маркізи Маси, де він раптово захворів. Існує версія про інтриги при дворі герцога Алессандро Медічі та що Берні отруїли за небажання зраджувати свого патрона, кардинала Джованні Сальвіятті. Хоча немає точних фактів, які підтвердять чи спростують цю теорію.

## Творчість
Перший твір Берні — написана діалектною мовою комедія у віршах «Катріна» (La Catrina, прибл. 1516, опубл. у 1567), створена під впливом Луїджі Пульчі та Лоренцо Медічі. У 1526 році Берні пише прозову пародію на коментарі до Петрарки. Вона має назву «Коментар до раніше написаному капітолію» (Commento al capitolo dellaprimiera).
Приблизно в 1530 році Берні переробляє поему Матео Боярдо «Закоханий Орландо» (Orlando innamorato rifatto…, опубл. у 1541) та вносить істотні правки до тексту. Автор сатиричних сонетів з критикою папського двору та пародійного змісту (ротескна трансформація поетичного універсуму петраркістів). «Вірші» Берні були опубліковані вже посмертно, в 1885 році.

### «Катріна»
Драма «Катріна» поклала початок літературної творчості Франческо Берні. Вона створена під враженням «Ненчі з Барберіно» Лоренцо Медічі. Драма на сільську тематику та написана октавами, «Катріна» оповідає в фарсовому ключі про суперництво між двома селянами, Беко і Мекерина, які прагнуть завоювати серце та одружитися з дівчиною Катріною. Твір насичений елементами бурлеску та іронії.

### «Закоханий Орландо»
З 1524 по 1530 рр. Берні працює над текстом «Закоханого Орландо», який має велике значення для історії італійської літератури. Вважаючи мову лицарської поеми Матео Боярдо «Закоханий Орландо» занадто нерівною і насиченою діалектними елементами, Берні створює її власну версію на сучасному йому тосканському варіанті італійської мови. Тим самим він протиставляє своє бачення літературної мови пуризму П'єтро Бембо і, з іншого боку, полемізує з Лудовіко Аріосто, намагаючись продемонструвати, що будь-яка людина, яка пише живою тосканською мовою, може досягти результатів більш значних, ніж Боярдо та Аріосто, автор «Шаленого Орландо». Аналіз тексту доводить значну мовну майстерність Берні та володіння стилістичними прийомами на високому рівні. Однак, в цілому відбувається спотворення початкового задуму і тексту: Берні не обмежується зміною мови, а й вносить правки в синтаксис і, що ще більш істотно, в саму структуру тексту. Він додав туди декілька октав автобіографічного змісту (одна з них присвячена пограбуванню Рима), а деякі епізоди розширив або зовсім виключив. Таким чином, поема Боярдо втрачає первісне значення і перестає бути коміко-бурлескним текстом.

### «Діалог проти поетів»
В 1527 р. Франческо Берні створює в прозі «Діалог проти поетів» (Dialogo contra i poeti), в якому викладає свою теоретичну позицію: він віддає перевагу поезії не дуже високій, далекій від вишуканості лірики гуманізму і петраркізму; пов'язаної швидше з жанром бурлеску. Берні засуджує прихильників теорії наслідування кращим авторам. Також у діалозі звучить заклик до оновлення Церкви та християнської моралі, співзвучний викладам Еразма Ротердамського.

### «Вірші»
Найбільш значною частиною літературної спадщини Берні є сонети та капітолії, написані в бурлескному ключі та опубліковані посмертно під загальною назвою «Вірші» (Rime). Відкрито полемізуючи з П'єтро Бембо та петраркістів, Берні обирає для своїх віршів повсякденну і низьку тематику, замінюючи традиційну тему кохання описом буденних речей (вугрів, желатину, будяків), стихійних напастей (чуми), неприємностей (наприклад, боргів). Його дама далека від ідеалізованих жіночих образів — вона стара і потворна. Використовуючи парадокс і гротеск, доходячи іноді до абсурду, Берні зображує світ, вивернутий навиворіт; з насмішкою говорить про бідування, що переслідують звичайну людину день у день, іронізує над власними пригодами, гостро висміює знаменитих людей, своїх конкурентів і недоброзичливців. Його гумор нерідко супроводжується двозначністю і непристойними натяками. Однак, з плином часу тон його поезії змінюється: в юнацьких віршах він легший і глузливий, а в більш пізніх — стає їдким і агресивним, за ними відчувається глибокий особистий песимізм щодо навколишнього світу.

### Жанрові особливості
Берні використовує тільки дві метричні форми вірша: капітолій в терцинах і сонет, число рядків в якому може доходити до двадцяти (так званий Sonetto caudato, тобто «хвостатий» сонет), при цьому він широко варіює ці форми, відступаючи від суворих правил і регламентацій. Тим самим Берні підкреслено відходить від поетичних смаків свого часу, заснованих на прагненні до досконалості форми, для того, щоб наблизитися до реалістичності тематики, лексики й поетичного стилю.
У створенні свого неповторного стилю Берні спирається, в основному, на італійську комічну поезію XIV–XV ст. Проте використовує і деяких античних латинських авторів, зокрема, Горація, у якого запозичує метричну схему віршованого послання.

### Вплив Берні
Творчість Берні справила значний вплив на поезію XVI–XVIII століть. Йому наслідували Антон Франческо Грацціні, Джованні Делла Каза, Чезаре Капоралі, Джамбатісто Маріно, Джузеппе Баретті, Джузеппе Паріні. Поетичний стиль, пов'язаний з пишномовною розповіддю про низький предмет, отримав назву бернеско.